# Helgö naturreservat
Helgö är ett naturreservat i Öjaby socken i Växjö kommun i Småland (Kronobergs län).
Helgö är också Helgasjöns största ö.
Reservatet är skyddat sedan 1996 och utvidgades 2008. Det är 372 hektar stort varav 182 hektar är land och karaktäriseras av bokskog, blandskog och strandmiljöer. Redan 1939 skyddades några hektar bokskog som domänreservat. I norr gränsar området till Jägaregap naturreservat.

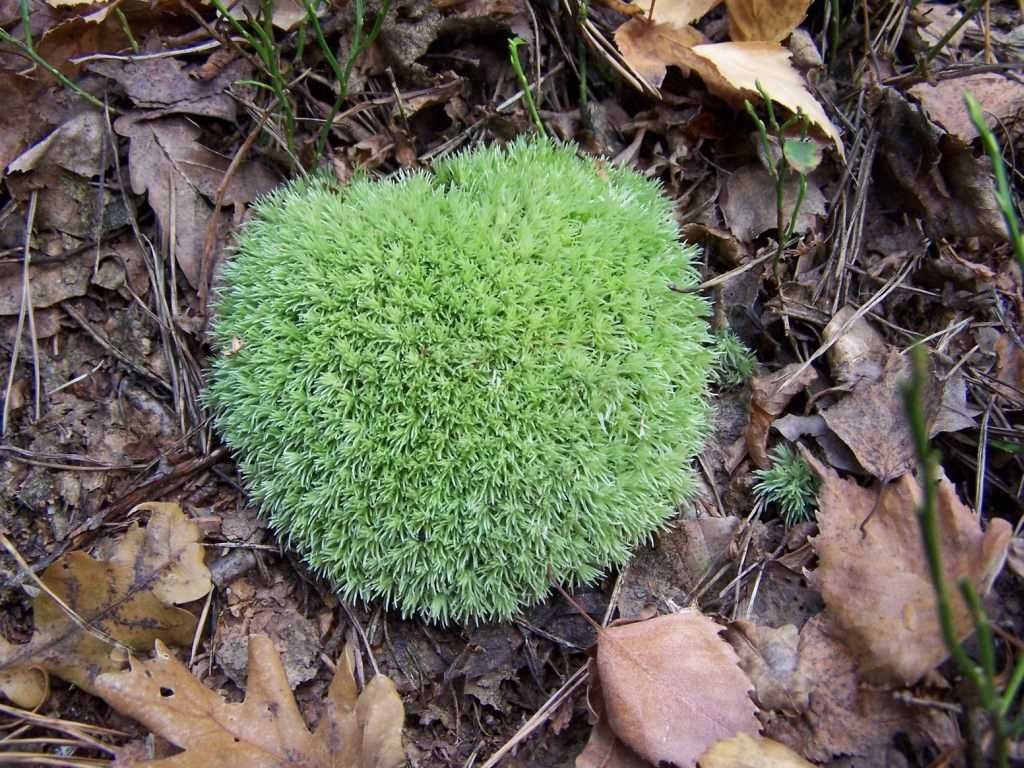
Blåmossa

Den östra delen av ön Helgö är naturreservat tillsammans med omkringliggande vatten och öar. Naturen är varierande med mosse, bokskogar och blandbarrskogar. Där finns även gamla grova träd, betesmarker och åker. Naturreservatet har även ett flertal rödlistade lav- och mossarter och ett rikt fågelliv.
Ön har en rik kulturhistoria med en mängd fornlämningar. Det finns stenrösen, stensättningar och spår av hällkistor. På ön Helgö finns det gott om strövstigar.